# Mont-de-Jeux
Mont-de-Jeux est une localité de Saint-Lambert-et-Mont-de-Jeux et une ancienne commune française, située dans le département des Ardennes en région Grand Est.

## Histoire
Elle fusionne avec Saint-Lambert, en 1828, pour former la commune de Saint-Lambert-et-Mont-de-Jeux ; c'est, aujourd'hui, le principal hameau de cette dernière commune.

## Politique et administration
| Période                                  | Période | Identité | Étiquette | Qualité |
| ---------------------------------------- | ------- | -------- | --------- | ------- |
| Les données manquantes sont à compléter. |         |          |           |         |
|                                          |         |          |           |         |

## Démographie
| 1793 | 1800 | 1806 | 1821 | 2022 |
| ---- | ---- | ---- | ---- | ---- |
| 136  | 122  | 117  | 129  | 22   |

Histogramme

(élaboration graphique par Wikipédia)